# Romulea hirsuta
Romulea hirsuta là một loài thực vật có hoa trong họ Diên vĩ. Loài này được (Steud. ex Klatt) Baker miêu tả khoa học đầu tiên năm 1877.